# Бјут Медоуз (Калифорнија)
Бјут Медоуз (енгл. Butte Meadows) насељено је место без административног статуса у америчкој савезној држави Калифорнија.

## Демографија
По попису из 2010. године број становника је 40.
| Група             | 2000.    | 2010.      |
| Белци             | 0 (0,0%) | 38 (95,0%) |
| Афроамериканци    | 0 (0,0%) | 0 (0,0%)   |
| Азијати           | 0 (0,0%) | 0 (0,0%)   |
| Хиспаноамериканци | 0 (0,0%) | 0 (0,0%)   |
| Укупно            | 0        | 40         |